# Senne (Volta)
Der Senne ist ein Fluss in Ghana.

## Verlauf
Der Fluss durchfließt die Ashanti Region und die Bono East Region. Er fließt beinahe ausschließlich von West nach Ost und mündet in den Volta-Stausee an der nordwestlichen Ecke des Digya-Nationalparks.
Der Fluss hat etwa eine Länge von 45 km.